# Andrzej Kątny
Andrzej Kątny (ur. 4 lutego 1949 w Gorzycach Wielkich) – polski językoznawca, filolog germański, nauczyciel akademicki, profesor doktor habilitowany.

## Życiorys
Syn Stanisława i Stanisławy Kątnych. Uczęszczał do Technikum Kolejowego Ministerstwa Edukacji w Ostrowie Wielkopolskim, zgłębiając tajniki dziedzin takich jak maszynoznawstwo czy elektrotechnika. Szkołę ukończył zdając maturę w roku 1968. W tym samym roku rozpoczął studia filologii germańskiej na Uniwersytecie im. Adama Mickiewicza w Poznaniu. Uczęszczał na zajęcia znamienitych wykładowców, m.in. Huberta Orłowskiego czy Stefana H. Kaszyńskiego. Przygotowanie techniczne ze szkoły średniej znacznie wpłynęło na zainteresowania prof. Kątnego, bowiem szybko zajął się językoznawstwem. Studia ukończył w 1973 roku z wynikiem bardzo dobrym, składając pracę magisterską Die Modalverben des Deutschen und Polnischen (Czasowniki modalne w języku niemieckim i polskim) napisaną pod kierownictwem prof. Andrzeja Z. Bzdęgi. Profesor Bzdęga odegrał istotną rolę w życiu Kątnego, motywując go do kolejnych badań nad językoznawstwem, w szczególności modalnością w języku niemieckim i polskim.
Po ukończeniu studiów Kątny został zatrudniony na stanowisku nauczyciela języka niemieckiego w III Liceum Ogólnokształcącym w Ostrowie Wielkopolskim. Pracę w szkole łączył z pisaniem swojego doktoratu. W 1975 roku przeniósł się do Rzeszowa, gdzie otrzymał stanowisko w nowo otwartej Katedrze Filologii Germańskiej w Wyższej Szkole Pedagogicznej. Pracę rozpoczął na stanowisku asystenta, awansując z czasem na stanowisko adiunkta. Jednocześnie nadal pracował nad swoją dysertacją. Stopień doktora w dziedzinie językoznawstwa uzyskał na UAM w 1980 roku, broniąc rozprawę Die Modalverben und Modalwörter im Deutschen und Polnischen, ponownie pod kierownictwem prof. dr hab. A. Bzdęgi. Była to pierwsza z licznych jego prac, traktująca o gramatyce kontrastywnej polsko-niemieckiej oraz jedna z pierwszych książek germanistycznych z tego zakresu. Rozprawa została nagrodzona nagrodą Rektora WSP w Rzeszowie. W 1994 roku, również na UAM, habilitował się (monografia Zu ausgewählten Aktionsarten im Polnischen und deren Entsprechungen im Deutschen) oraz objął stanowisko kierownika Zakładu Dydaktyki Języka Niemieckiego w Rzeszowie.
W ciągu swojej pracy w Rzeszowie znacznie przyczynił się do rozwoju tejże uczelni, a także polskiej germanistyki w ogóle. Ze względu na panujący w Polsce ustrój komunistyczny wszelkie kontakty naukowe z badaczami zachodnimi były znacznie utrudnione, panował zakaz publikacji w zachodnich wydawnictwach, wyjeżdżać można było jedynie do NRD. Mimo to Kątny zdołał zorganizować dwie międzynarodowe konferencje Theorie und Praxis der deutsch-polnischen Konfrontation und Translation w roku 1985 i 1988. Na ich podstawie wydał dwa dzieła. Pierwszą książkę, z okazji 60. urodzin prof. Bzdęgi, jako tom jubileuszowy. Drugą w 1989, zatytułowaną Studien zur kontrastiven Linguistik und literarischen Übersetzung. Publikacja ta była jedną z pierwszych z dziedziny translatoryki, wydanej po transformacji ustrojowej w Polsce. Była też przyczynkiem do rozpoczęcia – trwającej do dziś – współpracy między Kątnym a Wydawnictwem Naukowym Peter Lang we Frankfurcie nad Menem. Książka została pozytywnie przyjęta również w Niemczech i do dziś uznaje się ją za jedną z najważniejszych publikacji w dziedzinie.
Kolejnym ważnym krokiem w naukowym rozwoju prof. Kątnego była współpraca z profesorem Ulrichem Engelem z Instytutu Języka Niemieckiego w Mannheim. Kątny dołączył do jego zespołu ok. roku 1988, pracując nad Polsko-niemiecką gramatyką kontrastywną. W projekcie wzięło udział wielu znamienitych badaczy języków polskiego i niemieckiego, m.in. Czesława i Christoph Schatte, Jan Czochralski, Andrzej de Vinzenz i Lesław Cirko. Badania prowadzone m.in. w czasie zjazdów w Mannheim i Karpaczu (w latach 1990–1999) doprowadziły do wydania dwutomowej publikacji Deutsch-polnische kontrastive Grammatik. Dzieło opublikowane w 1999 w Heidelbergu i Warszawie (1999 i 2000) stanowi jeden z filarów dziedziny językoznawstwa kontrastywnego polsko-niemieckiego. Kątny opracował rozdział Das Verb w I tomie, który wraz z innymi jego publikacjami doprowadziła do nadania mu tytułu profesorskiego.
W 1996 przeniósł się do Gdańska, otrzymując tytuł profesora nadzwyczajnego w Katedrze (obecnie Instytucie) Filologii Germańskiej Uniwersytetu Gdańskiego. W tym samym roku objął też stanowisko kierownika Zakładu Językoznawstwa i Stosowanego. Z IFG na Uniwersytecie Gdańskim związany jest do dziś. W latach 1997–2002 pełnił funkcję zastępcy dyrektora ds. naukowych, w 2002 roku został dyrektorem IFG. Stanowisko to pełnił do 2012 roku. W latach 2002–2012 był redaktorem naczelnym czasopisma Studia Germanica Gedanensia, będącego jednym z ważniejszych czasopism naukowych polskiej germanistyki (obecnie 20 punktów na liście ministerialnej). Po reorganizacji Wydziału Filologicznego UG został kierownikiem Katedry Językoznawstwa i Teorii Przekładu (2011–2019).
W 2001 roku otrzymał z rąk Prezydenta RP Aleksandra Kwaśniewskiego tytuł naukowy profesora nauk humanistycznych. W tym samym roku w wydawnictwie Peter Lang założył serię Danziger Beiträge zur Germanistik, która była pierwszą serią w tej oficynie redagowaną przez germanistę polskiego. Publikacje zawierają artykuły z dziedziny językoznawstwa, językoznawstwa stosowanego i literaturoznawstwa. W 2022 roku wydano jej 61. tom.
Pracę na UG łączył z działalnością naukową w WSP, we Wszechnicy Pomorskiej w Olecku, Akademii Pomorskiej w Słupsku i Instytucie Lingwistyki Stosowanej UAM (jako profesor wizytujący). Zajmował się organizacją wielu istotnych wydarzeń naukowych: m.in. pięciu konferencji w Olecku i wielu konferencji międzynarodowych (we współpracy z Instytutem Goethego w Warszawie i Uniwersytetem w Bremie). Sam brał udział w wydarzeniach naukowych w Polsce, Niemczech, Austrii, Szwajcarii, Słowenii, Czechach, Francji, na Węgrzech czy w Kanadzie.
Kątny do dziś prowadzi działalność naukową i dydaktyczną na Uniwersytecie Gdańskim, organizując konferencje czy prowadząc wykłady i ćwiczenia m.in. z gramatyki kontrastywnej i gramatyki opisowej, wyposażając studentów w wartościową wiedzę praktyczną i teoretyczną. W 2021 roku wydał Das Polnische im Spiegel des Deutschen. Studien zur kontrastiven Linguistik. Pod jego kierunkiem napisano liczne prace licencjackie, magisterskie i doktorskie. Za swoją wieloletnią pracę dydaktyczną i naukową został odznaczony wieloma nagrodami.

## Członkostwo w organizacjach, towarzystwach naukowych i radach czasopism i serii wydawniczych
- Polskie Towarzystwo Językoznawcze (1990–2015)
- Internationale Vereinigung für Germanistik (1990–2010)
- Stowarzyszenie Germanistów Polskich (od 1997; członek zarządu: 2005–2008)
- Studia Germanica Gedanensia (od 1997)
- Mitteleuropäischer Germanistenverband – członek zarządu (2007–2014)
- Convivium. Germanistisches Jahrbuch Polen (od 2002)
- Polskie Towarzystwo Lingwistyki Stosowanej (od 2009)
- Kwartalnik Neofilologiczny (od 2009)
- Orbis Linguarum (od 2009)
- Komisja Nauk Filologicznych Oddziału PAN we Wrocławiu (od 2011)
- Studien zur Germanistik (Łódź, od 2012)[6]

## Odznaczenia, nagrody i wyróżnienia
- 1976,1981,1982 i 1989: Nagroda Rektora Wyższej Szkoły Pedagogicznej w Rzeszowie za osiągnięcia naukowo-dydaktyczne
- 1980: Nagroda Rektora Wyższej Szkoły Pedagogicznej w Rzeszowie za rozprawę doktorską
- 1984: Brązowy Krzyż Zasługi
- 1990: Nagroda zbiorowa Ministra Edukacji Narodowej za podręcznik Übungen zur themengebundenen Lexik
- 1992: udział w 2-miesięcznym stypendium DAAD w Mannheim i Kolonii
- 1993: semestralne stypendium badawcze Komisji Europejskiej (w ramach programu TEMPUS) w Berlinie i Mannheim
- 1995: Nagroda Rektora Wyższej Szkoły Pedagogicznej w Rzeszowie za rozprawę habilitacyjną
- 1998: rzeczoznawca MEN ds. kwalifikacji podręczników do języka niemieckiego
- 1999: członek i ekspert Uniwersyteckiej Komisji Akredytacyjnej (3 kadencje do r. 2012)
- 2001: Nagroda zbiorowa Ministra Nauki i Szkolnictwa Wyższego za pracę Deutsch-polnische kontrastive Grammatik
- 2005: Medal Komisji Edukacji Narodowej
- 2008: Złoty Medal za Długoletnią Służbę
- 2014: Brązowy Medal Uniwersytetu Gdańskiego „Honestati Doctrinae Sapientiae”[7]
- 2021: Medal „50 lat Uniwersytetu Gdańskiego”
- 2022: Indywidualna Nagroda Rektora UG II stopnia[8]